# Balikpapan
Balikpapan là thành phố ở tỉnh Kalimantan Timur. Đây là thành phố lớn thứ nhì tỉnh, sau tỉnh lỵ Samarinda, dân số là 469.884 người. Thành phố này có nền kinh tế dựa vào ngành dầu khí và lọc hóa dầu, khai khoáng, gỗ. Đây là thành phố cảng nằm ở bờ đông của đảo Borneo. Thành phố có sân bay Sultan Aji Muhammad Sulaiman và hải cảng.